# Amunartia
Amunartia es una aldea deshabitada en las proximidades de Ezcaray, La Rioja, y perteneciente al término municipal de Ojacastro, dentro de la "Cuadrilla de Arrupia". Era un lugar donde los tratantes de ganado subían para abastecerse de carne de ternera. 
Hoy en día, aunque no esté habitada, varios pastores cultivan algunos de sus huertos, donde se pueden encontrar algunos manzanos, y a sus frutos los llaman peros colorados, o peros matamoros, ya que se dice que fue Santiago, apodado matamoros, el que trajo las semilla a esta aldea. También quedan avellanos y más frutales.

## Geografía
Está situada bajo los Montes de Ayago, en la zona nororiental de la sierra de la Demanda, enclavada en el valle de Amunartia afluente del río Oja, en el hondón que forman los montes de Lombiazo, Esquicia y La Gorcha, a unos 960 m s. n. m.. Aquí nace el Amunartia, que a partir de la cascajera toma el nombre de río de Masoga.

## Arquitectura
El pueblo tuvo una iglesia, actualmente hundida, la iglesia de Santa María, construida en ladrillo y mampostería con nave rectangular y con una cubierta a dos aguas. En el año 1972, al perder tanta población, se llevaron los objetos de esta parroquia a la de Ojacastro, a la sacristía, entre ellos lienzos e imágenes de los siglos XVII y XVIII.
El resto de casas también están en ruinas. Aún se distingue el transformador, y como curiosidad decir que los aldeanos dieron una partida de hayas a cambio de que les instalarán la electricidad.

## Demografía
Como en todas las localidades de la sierra riojana la emigración entre los años 50 y los 70 de mediados del siglo XX fue masiva hacia las ciudades, la falta de oportunidades en los pueblos serranos (economías de subsistencia) y las malas condiciones de vida (falta de agua corriente, electricidad, etc) llevaron a muchas localidades a perder más de la mitad de su población. En el caso de las aldeas de la sierra de la Demanda fue mucho más acusado, ya que muchas de ellas se quedaron completamente deshabitadas, como fue el caso de Amunartia, que para finales de los años 70 estaba completamente despoblada.
En 1960, esta aldea conservaba 69 habitantes, y aún en 1986 quedaban 4 habitantes en el censo. Hasta los años 60 aproximadamente, tenía escuela y sus habitantes eran gente muy humilde, que vivían en condiciones de subsistencia. A día de hoy, y desde 2002, está deshabitada.
| Gráfica de evolución demográfica de Amunartia entre 2000 y 2010                                  |
|                                                                                                  |
| Población de derecho (2000-2010) según los censos de población del INE a 1 de enero de cada año. |

## Fiestas y costumbres
- Fiestas de Santiago: Se celebraban el 25 de julio, honrando al patrón Santiago con misa y procesión, en la que bailaban danzantes de la localidad con danzas tradicionales de la localidad al son de la música de los gaiteros de Eterna. Acudían los vecinos de las aldeas limítrofes, se instalaba una taberna en la Casa del concejo y se realizaban bailes con orquesta.
- Fiestas de Gracias: Se celebraban en septiembre durante dos días para festejar la recogida de las cosechas, como en gran parte de las localidades riojanas.